# むしり取られて追い出され
『むしり取られて追い出され』（むしりとられておいだされ、西: Ya van desplumados, 英: There they go plucked）は、フランシスコ・デ・ゴヤが1797年から1799年に制作した銅版画である。エッチング。80点の銅版画で構成された版画集《ロス・カプリーチョス》（Los Caprichos, 「気まぐれ」の意）の第20番として描かれた。《ロス・カプリーチョス》はゴヤの四大版画集の1つで、1799年に出版された初版は辛辣な社会批判を含んでいたため、おそらく異端審問所の圧力を受け、わずか27部を売っただけで販売中止となった。本作品は《ロス・カプリーチョス》において、男女間の欺瞞を風刺したグループに属する作品で、一般的に売春の寓意と考えられている。マドリードのプラド美術館に2点の準備素描が所蔵されている。

## 作品

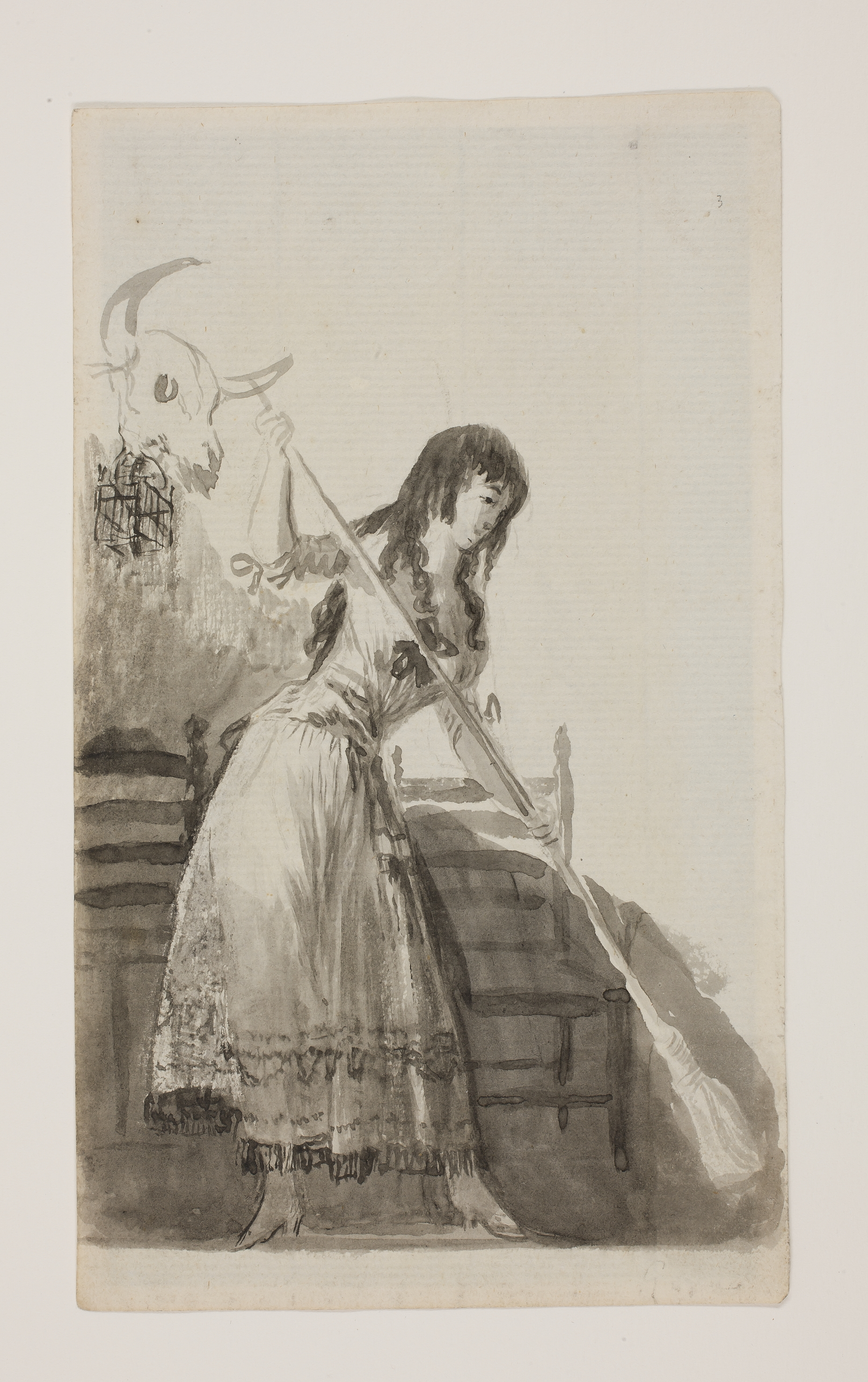
『素描帖A』より「掃除をする若い女」。プラド美術館所蔵。

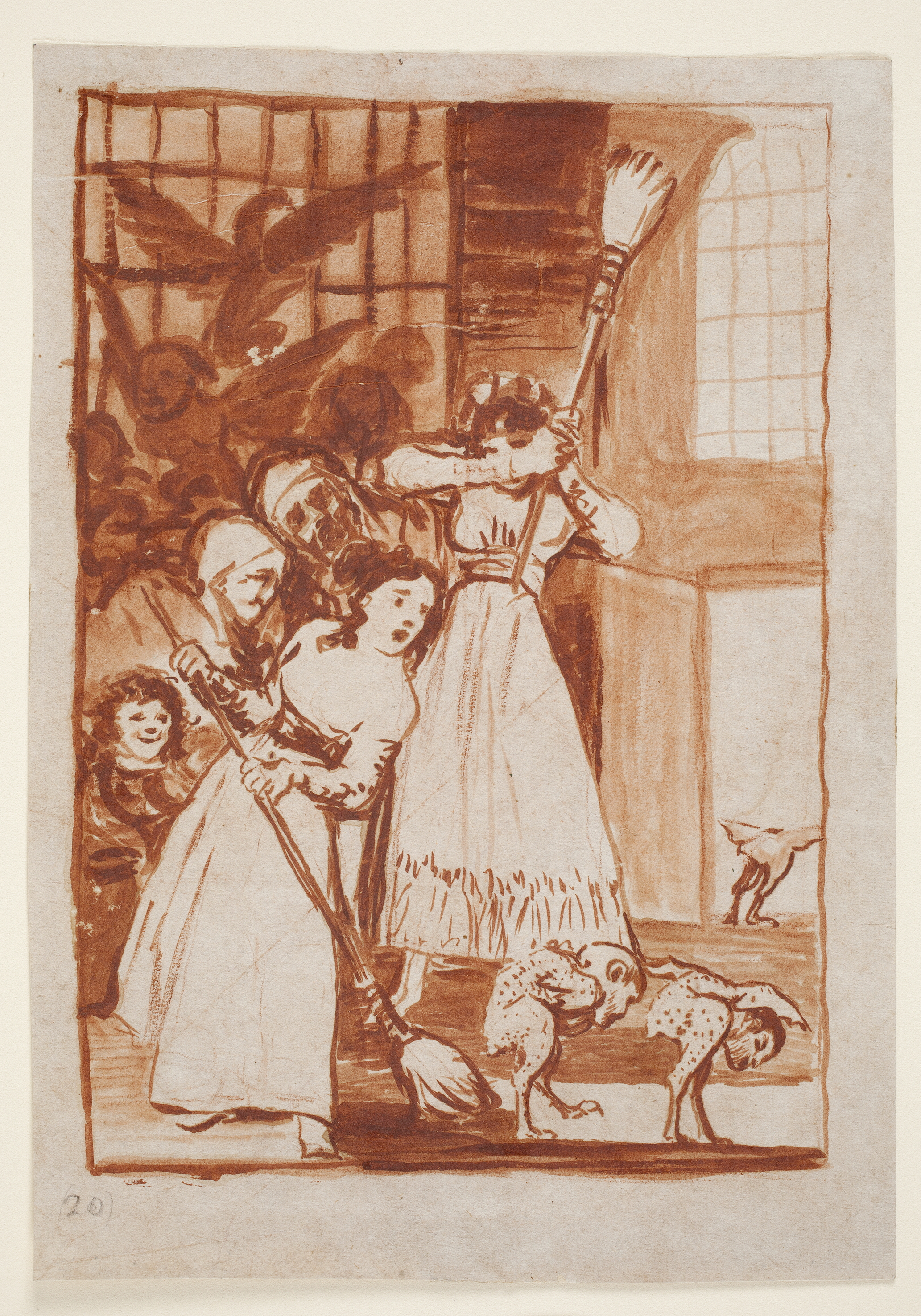
準備習作。同美術館所蔵。

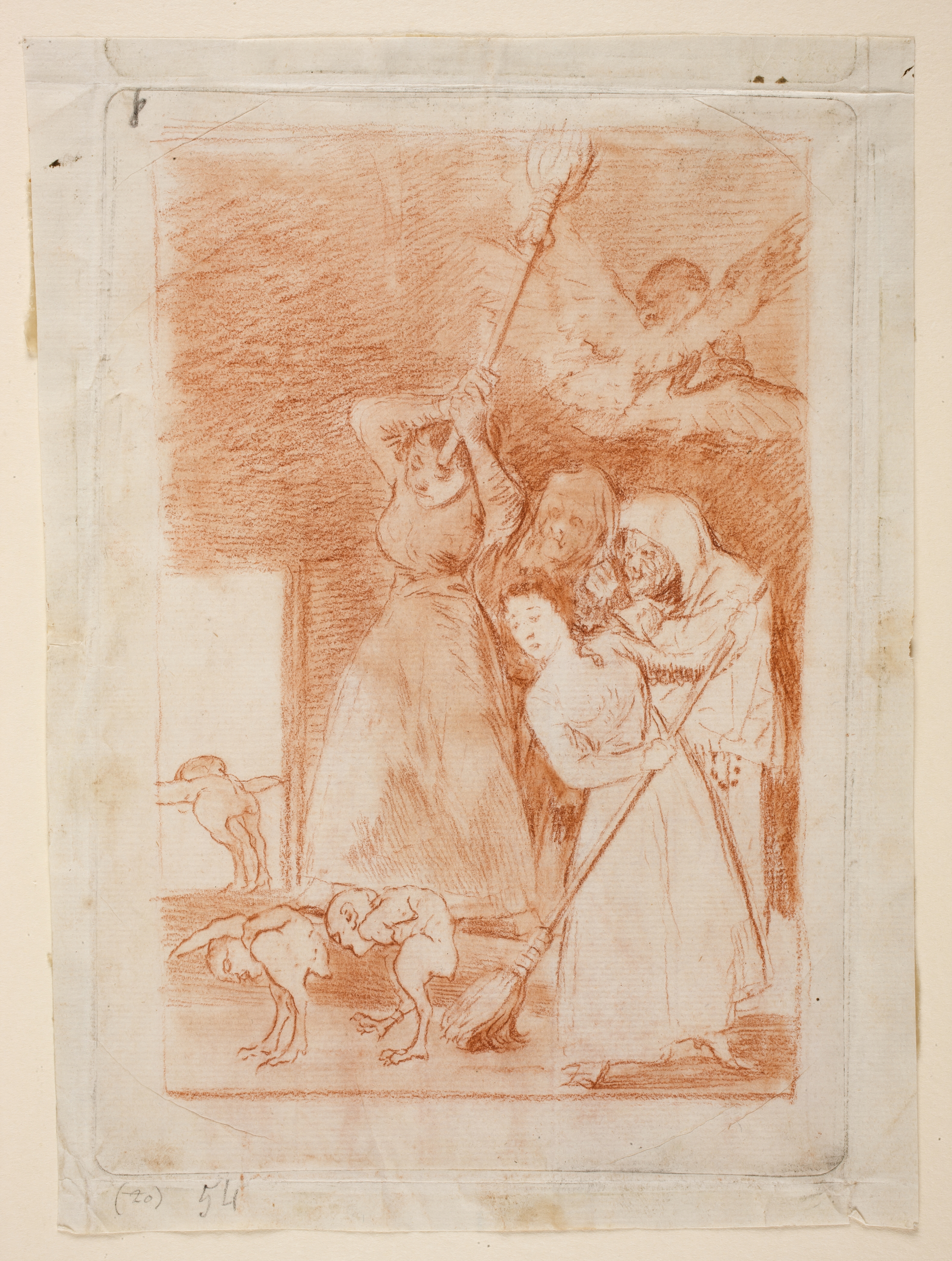
準備習作。同美術館所蔵。

第20番「むしり取られて追い出され」は、前後の第19番「みんなひっかかるだろう」（Todos caerán）および第21番「何という羽のむしり方」（Qual la descañonan）とともに連続する1つの物語を描いているが、特に第19番と第20番は売春婦の罠にかかった男たちの末路を描いている。ゴヤは売春婦に身包みすべてを奪われた男鳥が女たちによって追い出される様子を描いている。男鳥たちは羽根と頭髪をむしり取られ、肌がむき出しになり、内臓を抜き取られた身体は痩せ細っている。若い女はこの哀れな男鳥たちを箒で掃き出し、別の若い女は箒を振り上げて叩き出そうとしている。恐怖に駆られた男鳥たちは飛び去ることすらできず、必死に身を守りながら、背を向けてヨタヨタと駆け出し、明るい扉から逃げようとしている。さらにその様子を修道士かあるいは遣り手婆と思われる2人の老人が見つめている。画面右上奥では、新たに罠にかかった男鳥が女鳥と交尾している。しかしこの男鳥はその先に待ち受けている運命について何も気づいていない。
ゴヤは売春の世界を描くというよりは、売春の結果を強調して描いている。女たちは金を受け取ると態度が悪くなり、本能に負けた男たちに暴力を振るい、売春宿から追い出そうとしている。
プラド美術館所蔵のゴヤの手稿には「すでに羽をむしられたなら、立ち去れ。他の奴らがやって来る。みんな罠にひっかかるだろう」と記されている。さらにスペイン国立図書館の手稿には次のように記されている。「愚か者たちが交尾したのち、売春婦たちは、羽根をむしり取られて、足を引きずり心底がっかりした愚か者たちを箒で放り出す。2人の非常に尊敬されている修道士が彼らを背後から見つめている。腰にロザリオを着けて嘲笑しながら祝福するは彼らだ」。
箒で掃く女性像は《ロス・カプリーチョス》に先立つ1794年から1795年に、カディス近郊のサンルーカル・デ・バラメーダで制作された『素描帖A』の「掃除をする若い女」（Joven barriendo）に見出すことができる。準備素描は2点知られており、1つは赤の淡彩で描かれており、図像はほぼ一致しているが左右反転している。もう1つはサンギーヌ（赤色のチョークないしクレヨンによる素描）で描かれている。
腰にロザリオを身に着けた老人は通常男性の聖職者と考えられているが女性とも解釈される。この場合、ロザリオについてルネサンス期のスペインの劇作家フェルナンド・デ・ローハスの小説『カリストとメリベーアの悲喜劇』（Tragicomedia de Calisto y Melibea）との関連性が指摘されている。この中で主人公である老女セレスティーナは常にロザリオを手に持ちながら、売春宿の女主人として行動する。この作品以降、セレスティーナの名前は売春婦を指すようになった。そこで、ロザリオは老人が男性の聖職者であることを表しているのではなく、セレスティーナのような遣り手婆であることを示すためアトリビュートとして描かれたことが考えられるという。

## 来歴
2点の準備素描はプラド美術館所蔵の《ロス・カプリーチョス》の他の素描と同様に、ゴヤの息子フランシスコ・ハビエル・ゴヤ・イ・バエウ（Francisco Javier Goya y Bayeu）に由来している。素描はその後ハビエルの息子マリアーノ・デ・ゴヤ（Mariano de Goya）に相続された。スペイン女王イサベル2世の宮廷画家で、ゴヤの素描や版画の収集家であったバレンティン・カルデレラは、1861年頃にマリアーノから準備素描を入手した。1880年に所有者が死去すると、甥のマリアーノ・カルデレラ（Mariano Carderera）に相続され、1886年11月12日の王命によりプラド美術館によって購入された。

## ギャラリー
売春をテーマとする他の作品

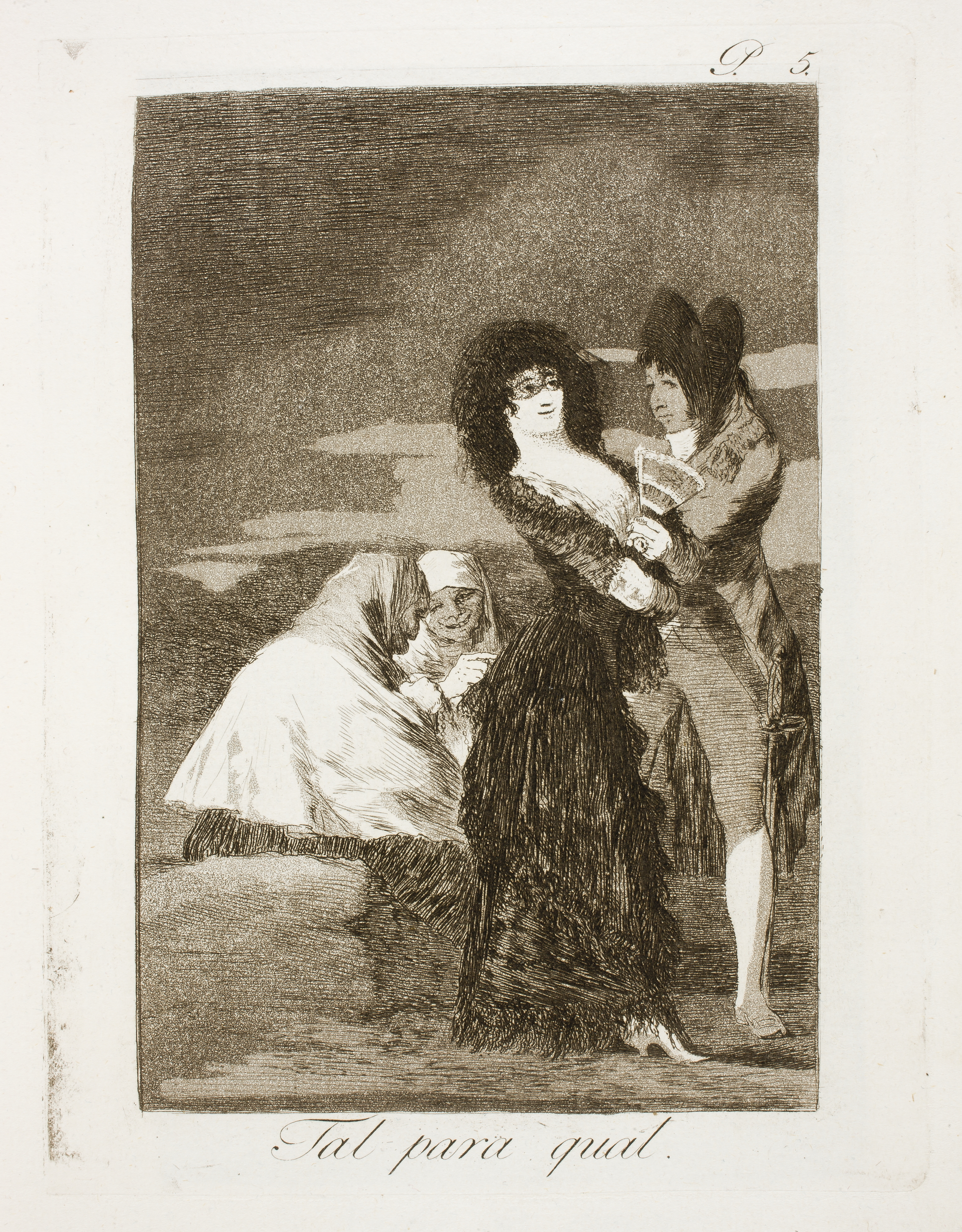
第5番「類は友を呼ぶ」
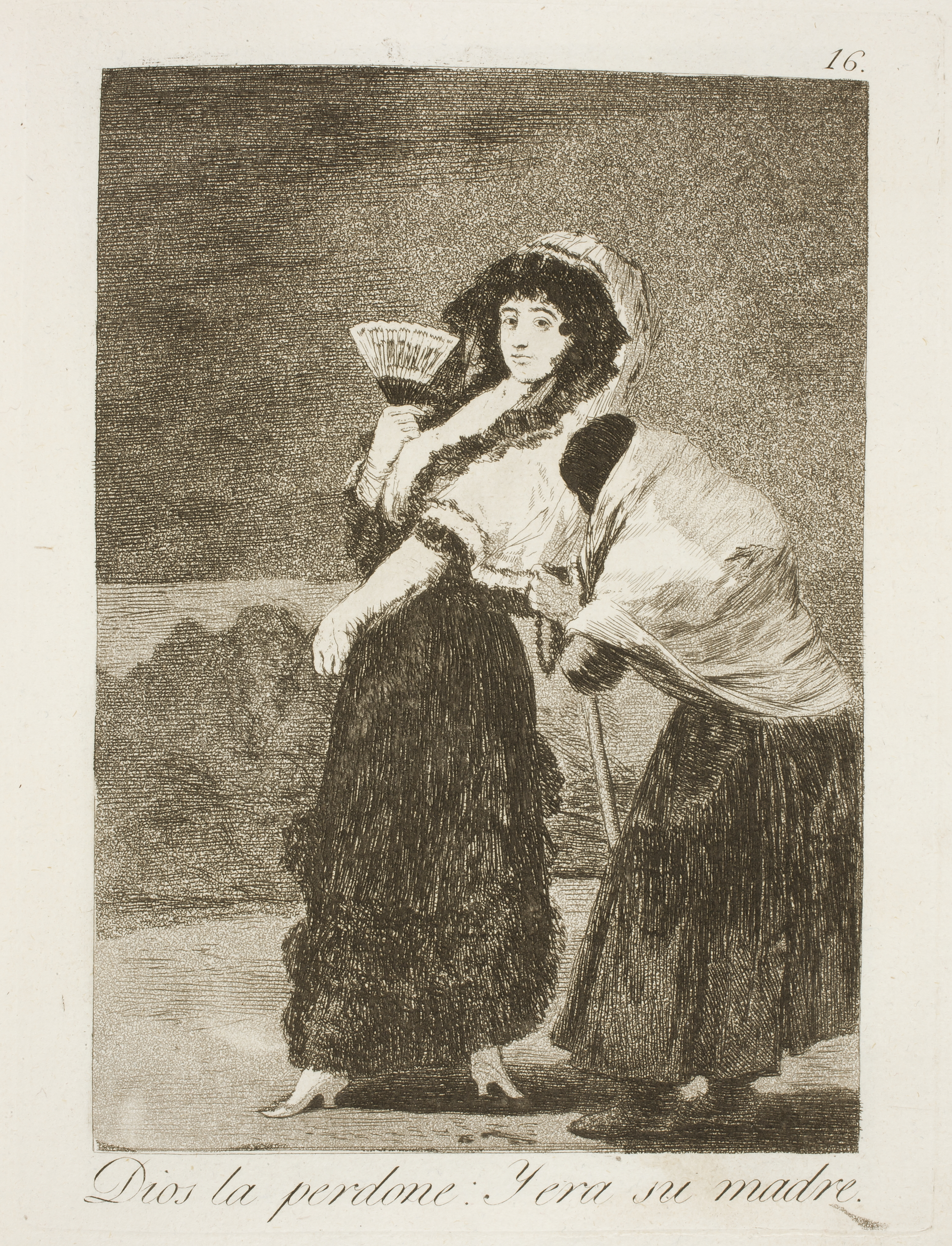
第16番「神よお赦し下さい、それが母親だったとは」
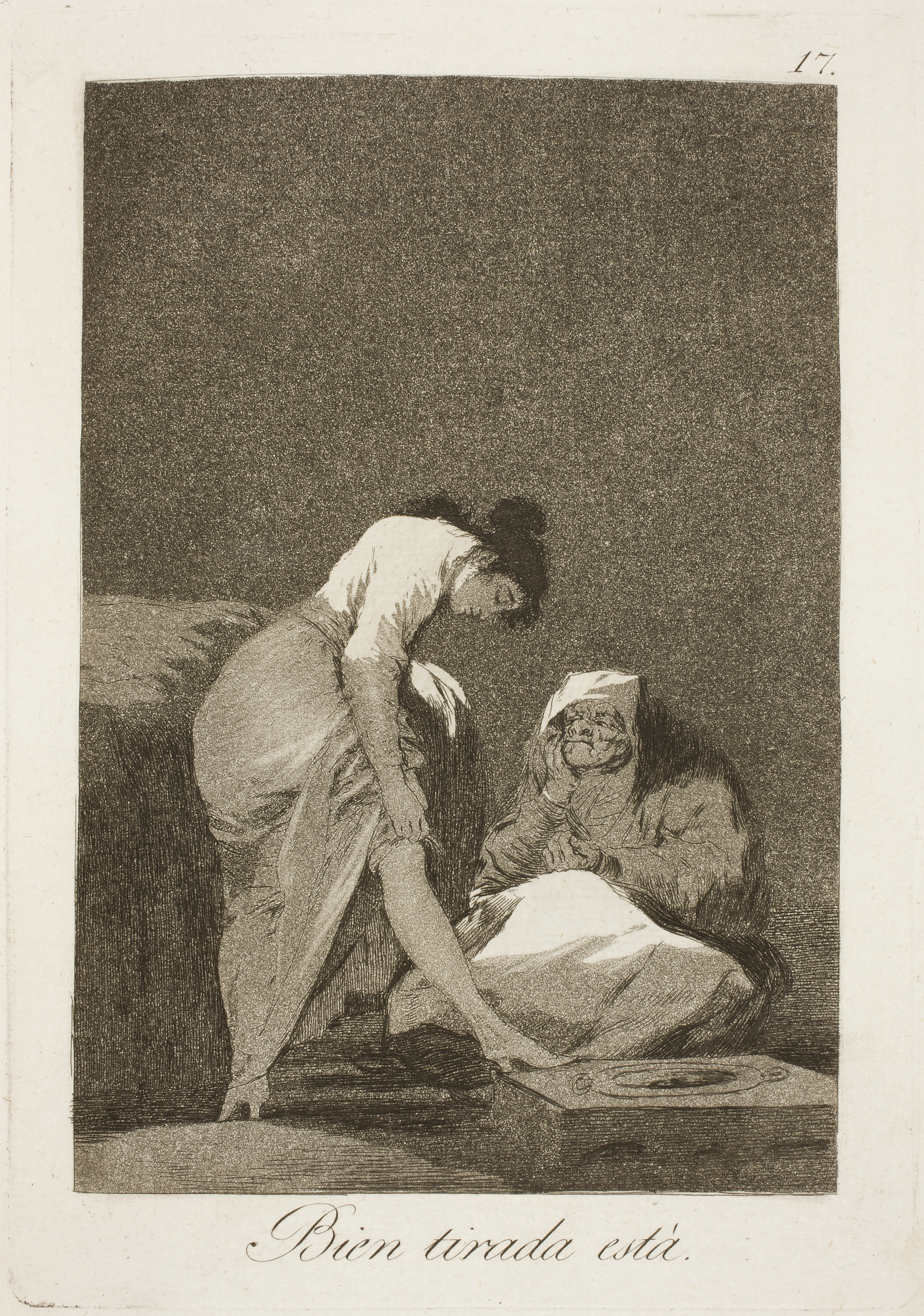
第17番「ぴったりよ」
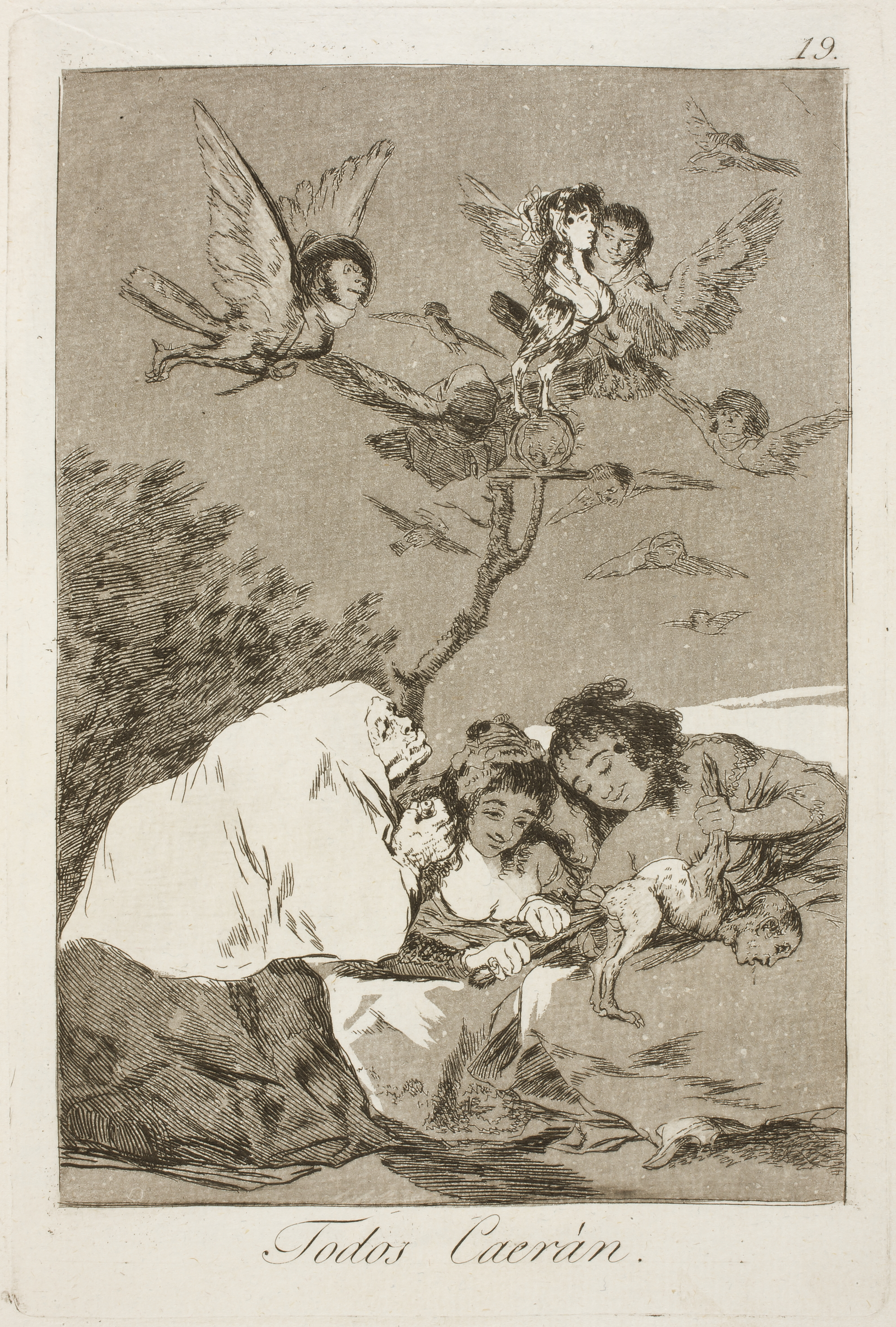
第19番「みんなひっかかるだろう」
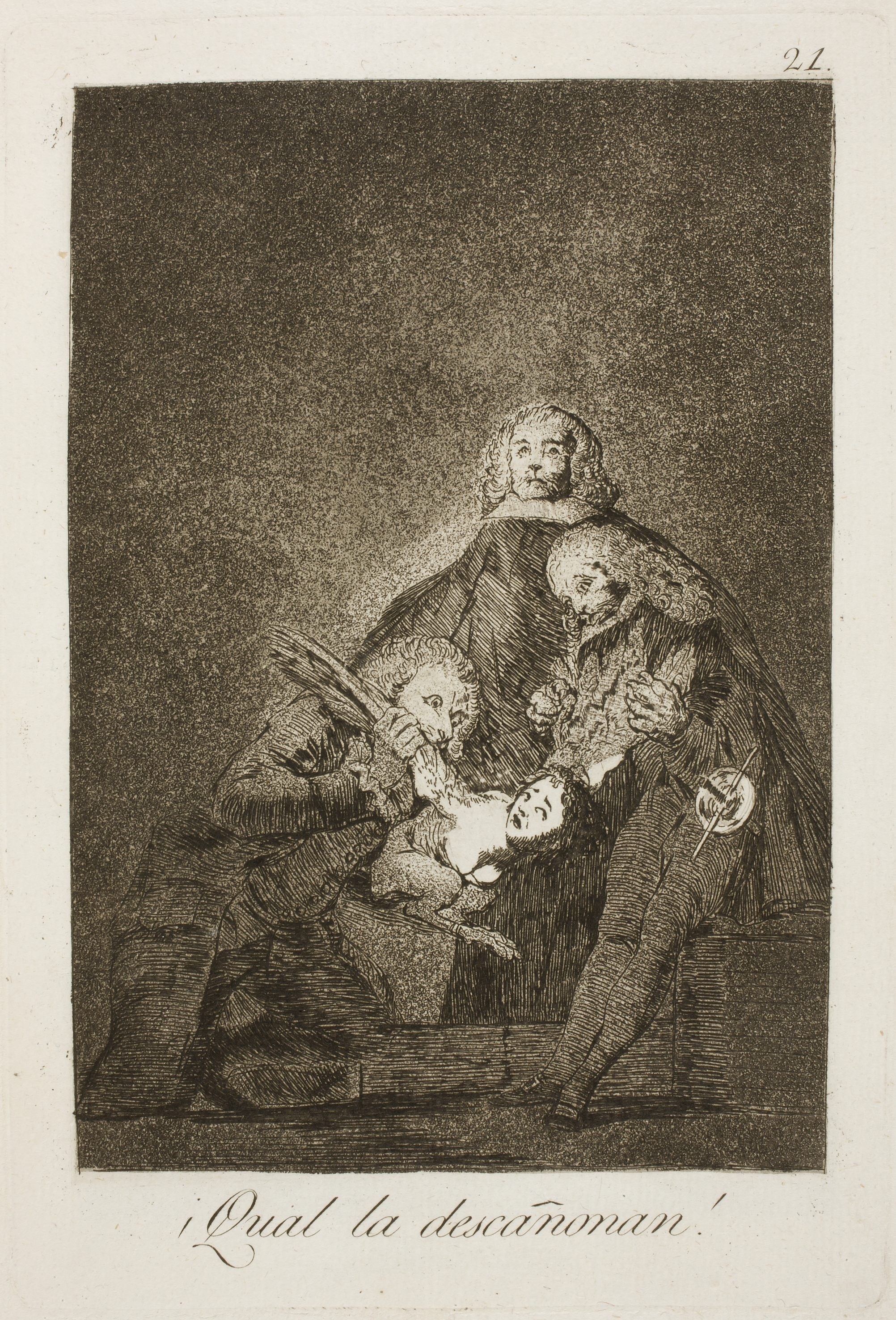
第21番「何という羽のむしり方」